# Torso (skulptur)

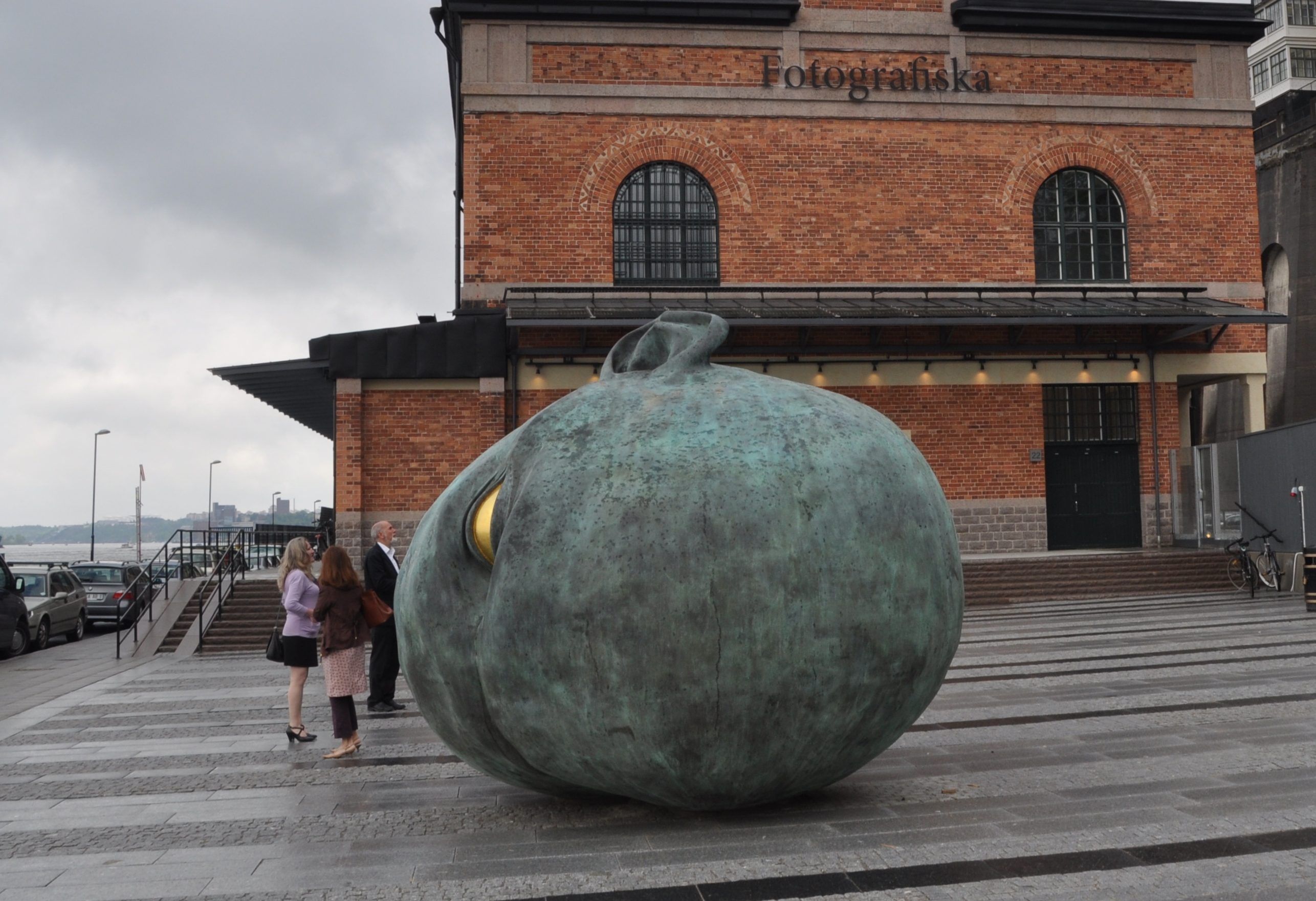
Torso utanför Fotografiska på Stadgårdskajen

Torso är en skulptur av Dan Wolgers.
I samband med invigningen av konsthallen Fotografiska våren 2010 placerades den 2,75 meter höga ellipsoidiska bronsfiguren utanför museets entré på Stadsgårdskajen i Stockholm. Beställare var Stockholms Hamnar. Verket, som föreställer konstnärens liggande skalle, presenterades hösten 2008 på Galleri Lars Bohman tillsammans med sex andra skulpturer med samma titel. Skulpturen göts i Thailand och var Wolgers första arbete i brons.